# Alain Portes
Alain Portes (* 31. Oktober 1961 in Béziers) ist ein französischer Handballtrainer und ehemaliger Handballspieler.

## Spielerlaufbahn

### Verein
Alain Portes lernte das Handballspielen bei Olympique Sète Joliot-Curie. Im Jahr 1980 wechselte er in die Jugend von USAM Nîmes. Nach dem Aufstieg der ersten Männermannschaft in die erste französische Liga 1982 lief er bis zu seinem Karriereende nur für Nîmes auf. Nach dem achten Platz in der Saison 1982/83 gehörte der Linksaußen mit Nîmes fortan zur Spitzengruppe. Nach den Siegen im Coupe de France 1984/85 und 1985/86 gewann Portes 1987/88, 1989/90, 1990/91 und 1992/93 die französische Meisterschaft. Im Europapokal erreichte der Verein das Viertelfinale im Europapokal der Pokalsieger 1986/87, im IHF-Pokal 1987/88, im Europapokal der Landesmeister 1990/91 und im Europapokal der Landesmeister 1991/92. In der Saison 1993/94 errang die Mannschaft noch einmal den Pokal und wurde Vizemeister. Auf Grund finanzieller Schwierigkeiten zog sich Nîmes am Saisonende freiwillig in die zweite Liga zurück. Portes beendete daraufhin seine Spielerlaufbahn.

### Nationalmannschaft
In der französischen A-Nationalmannschaft debütierte Portes im Jahr 1983 gegen Norwegen. Bei der B-Weltmeisterschaft 1985 erreichte er mit Frankreich den 11. Platz. Ein Jahr später gewann die Auswahl die C-Weltmeisterschaft. Bei den Mittelmeerspielen 1987 gewann er mit der Équipe die Silbermedaille. Mit Frankreich belegte er den 8. Platz bei der B-Weltmeisterschaft 1987, den 5. Platz bei der B-Weltmeisterschaft 1989 und den 9. Platz bei der Weltmeisterschaft 1990. Bei den Olympischen Spielen 1992 in Barcelona warf er neun Tore in vier Einsätzen und gewann mit der französischen Auswahl die Bronzemedaille. Insgesamt bestritt er 216 Länderspiele, in denen er 501 Tore erzielte.
Im Jahr 2002 wurde Alain Portes vom französischen Handballverband zum besten französischen Linksaußen aller Zeiten gekürt.

## Trainerlaufbahn
Von 1995 bis 2004 betreute er die Frauenmannschaft von Handball Cercle Nîmes. In der Saison 2000/01 gewann Nîmes den EHF Challenge Cup. 2006 übernahm er die Männermannschaft von USAM Nîmes, mit der er das Halbfinale im Coupe de la Ligue erreichte. Anschließend wurde er Nationaltrainer Tunesiens. Mit den Nordafrikanern gewann er die Goldmedaille bei der Handball-Afrikameisterschaft der Männer 2010 und 2012 sowie die Bronzemedaille bei der U-21-Handball-Weltmeisterschaft der Männer 2011. Unter seiner Leitung belegte Tunesien bei der Weltmeisterschaft 2011 den 20. Platz, bei der Weltmeisterschaft 2013 den 11. Platz und bei den
Olympischen Spielen 2012 in London den 8. Platz.
Mit der französischen Frauen-Nationalmannschaft erreichte er bei der Weltmeisterschaft 2013 den 6. Platz, bei der Europameisterschaft 2014 den 5. Platz und bei der Weltmeisterschaft 2015 den 7. Platz.
In der Saison 2017/18 war er für die Männer des französischen Zweitligisten Grand Besançon Doubs Handball verantwortlich. Bei einem kurzen Engagement in Katar gewann er mit Al-Duhail SC die im Frühjahr 2019 ausgetragene Asian Club League Handball Championship 2018.
Ab 2019 war Portes Nationaltrainer der algerischen Männer-Handballnationalmannschaft, mit der er die Bronzemedaille bei der Afrikameisterschaft 2020 gewann. Bei der Weltmeisterschaft 2021 kam Algerien nur auf einen enttäuschenden 22. Platz. Im September 2021 verzichtete er auf eine Verlängerung seines auslaufenden Vertrags.